# Castell de Querol (Montmajor)
El castell de Querol és un castell que hi ha al terme de Montmajor, al Berguedà. És un edifici catalogat a l'Inventari del Patrimoni Arquitectònic de Catalunya. Té un estat de conservació irregular i no està protegit.

## Situació geogràfica

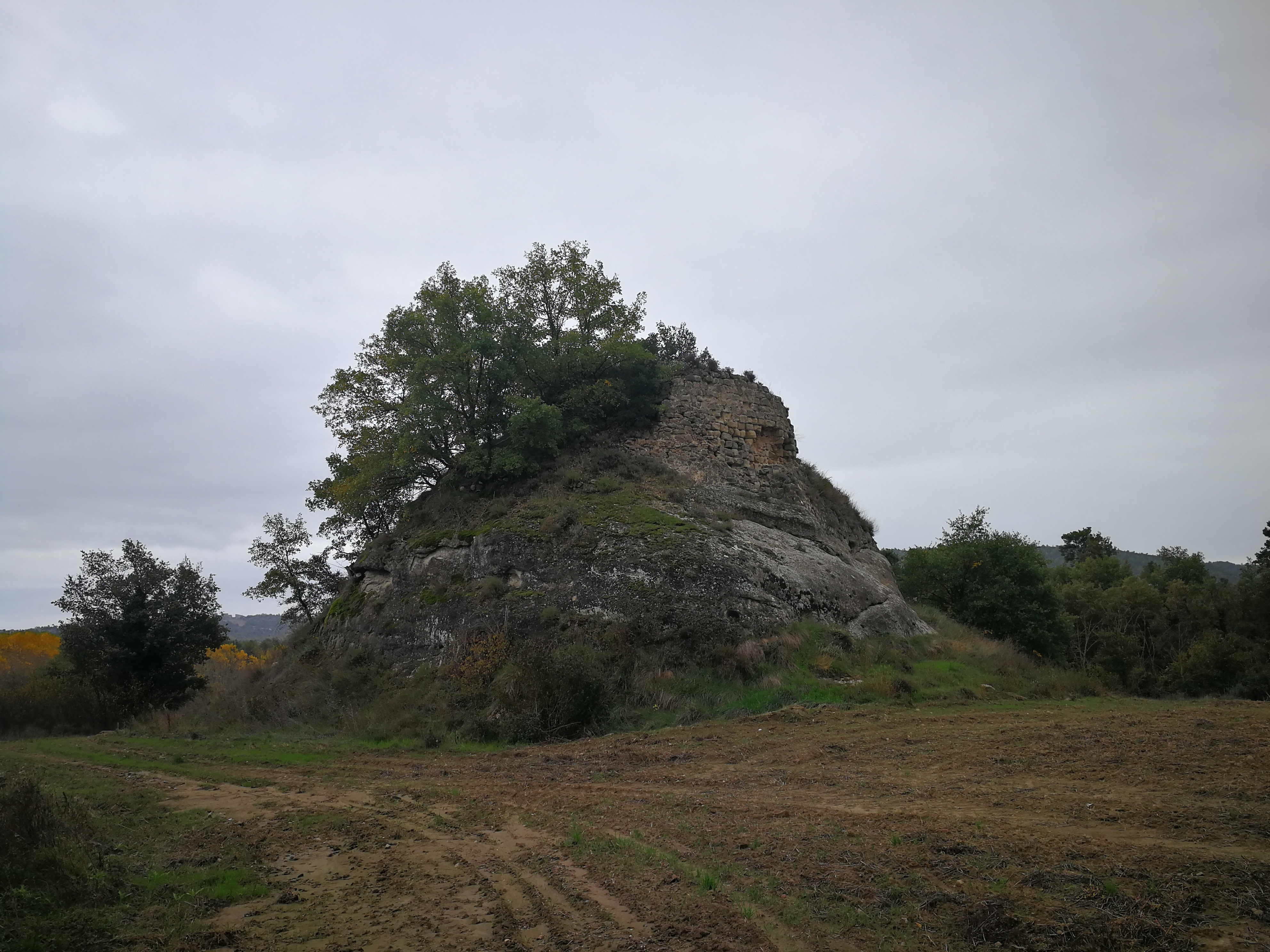
Castell de Querol

El castell de Querol està situat al turó d'en Querol, al sud-est del nucli urbà de Montmajor. És veí de Santa Maria del Querol i del mas Querol, que també tenen fitxa en l'inventari de patrimoni fet per la Diputació de Barcelona i el municipi berguedà. Està al capdamunt d'una gran roca que s'eleva sobre el terreny que està situat en una fondalada.

## Descripció

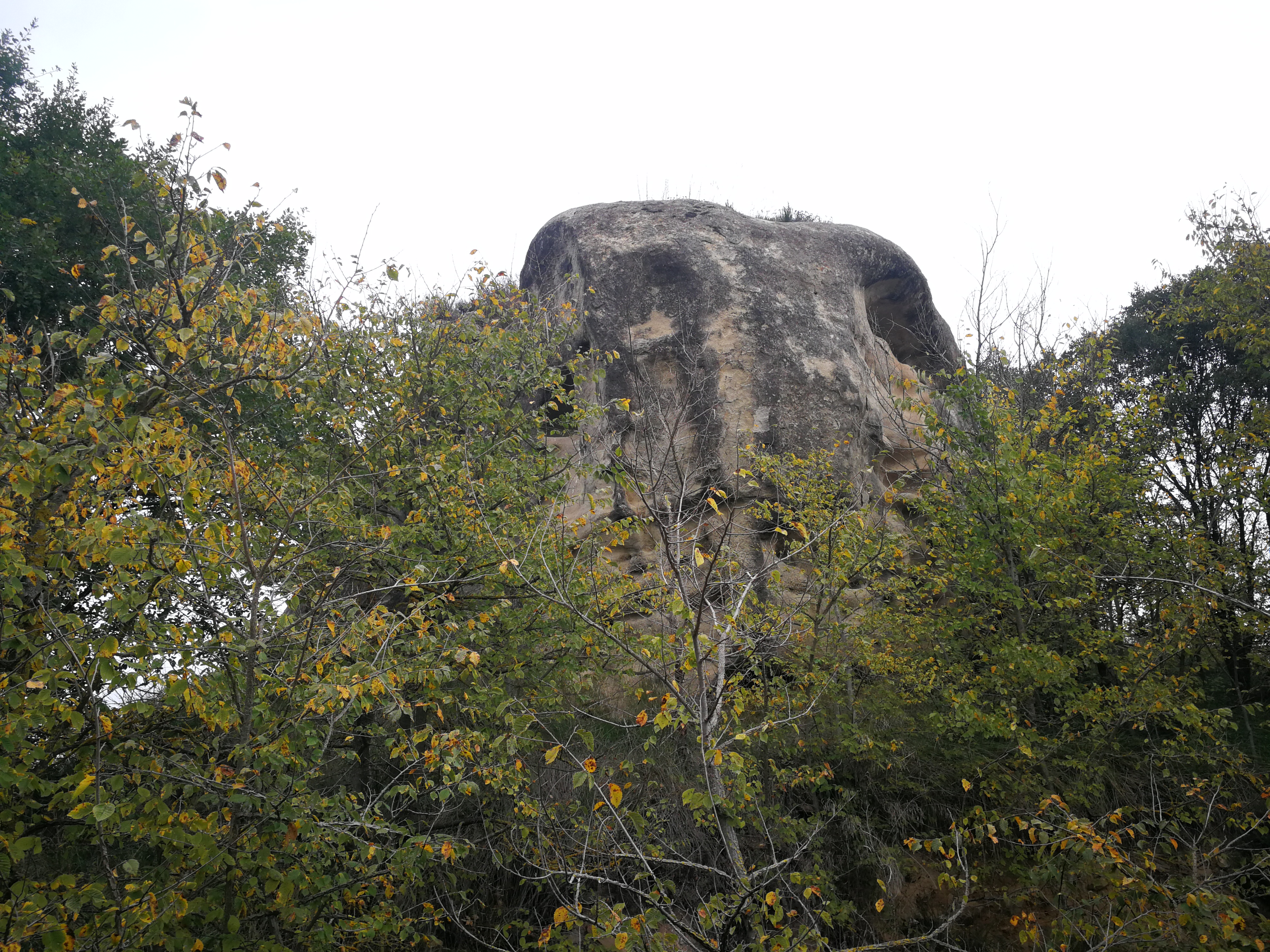
Cantó meridional del castell de Querol

És un castell d'estil romànic que està sobre un penyal. En l'actualitat en resta una part del mur de ponent que servia de defensa exterior i que està construït tot seguint la vertical de la paret de la penya i ressegueix el seu perímetre. El mur té els carreus quadrats, molt regulars i ben treballats i mostra dos moments de construcció diferents, cosa que indica que va ser ampliat. En el cantó oposat al mur a la roca encara s'hi poden veure encaixos verticals que podrien ser el lloc a on hi hagué les torres de defensa o habitacions annexes al penya-segat. Hi ha pedres escampades a sota el penya-segat que podrien formar-ne part. El castell es troba en ruïnes i no s'hi ha practicat cap excavació arqueològica, tot i que Cortés Elía considera que té molt de potencial. Documentalment, acostuma a figurar el nom d'aquest castell de Querol acompanyat del de Montmajor o del de Clariana de Cardener.

## Història
El Castell de Querol fou un dels castells que hi havia al llarg del camí entre Berga i Cardona i es considera que va mantenir una petita guarnició. En la documentació del monestir de Santa Maria de Serrateix (que es guarda a l'Arxiu Diocesà de Solsona) apareix moltes vegades el castell de Querol com a límit de les donacions que aquest monestir havia rebut a la zona de la riera de Navel i al terme de Montmajor, amb els topònims de Cherol o Kastro Kerol durant el segle xi.
Guillem de la Portella va establir una concòrdia amb R. De Vallmanyana sobre el castell de Querol el 1169. El 1260 els comtes de Berga n'eren els amos. El 1288 Jaume de Montpesat va reconèixer fidelitat a Na Làscara de Ventimiglia, vídua d'Arnau Roger I de Pallars Sobirà (hereu dels béns del Berguedà) pels castells de Montmajor i de Querol. La filla d'aquest, Sibil·la de Berga va canviar alguns castells del Berguedà (entre els quals hi havia el de Montmajor i el de Querol) a Jaume II el Just i aquests van passar a domini reial. Johan des Brull, donzell, constà com a propietari del castell de Querol que tenia 3 focs en el fogatge de 1381. Un document de 1415 diu: "Jaume des Brull alias Catllar, Domicellus, Dnus. Castri de Queroi et Castri de Clariana."
En una època posterior, a causa de la seva situació en què la família vescomtal de Cardona era molt influent, el castell va passar a mans de la comunitat de preveres de la parròquia de Sant Miquel de Cardona després que el 10 de febrer de 1610 els el donés en Pere Gateulles, rector de Sant Feliu de Lluelles. Així va passar a formar part de la Vegueria de Cardona, al mateix temps que ho era de la de Berga. En el segle xvii el castell de Querol era de Joan Rovira, senyor de Sant Climent. En el capbreu de Querol fet el 1671 se cita que posseïa les següents finques: Vilaborrell, Sant Quintí, Vilaseca i la Selva. La comunitat de preveres de Cardona va dominar el castell de Querol fins a la desamortització, quan en deixem de tenir notícies documentals. Tot i això, Cortés Elía creu que el castell de Querol va ser abandonat a finals de l'època medieval.